# Équipe d'Algérie féminine de volley-ball en 2014
L'Équipe d'Algérie de volley-ball féminin participera en 2014 à la Grand Prix mondial (25 juillet-3 août) et au Qualifications du championnat du monde (24 février-1 mars).

## Les matchs des A
| Date            | Lieu                                        | Adversaire | Score                               | Durée  | Compétition | Meilleur marqueur                        | Référence |
| 24 février 2014 | Salle Harcha Hassan Alger                   | Nigeria    | 3-0 (25-13 25-16 25-13)             |        | QCHM        | -                                        |           |
| 26 février 2014 | Salle Harcha Hassan Alger                   | Botswana   | 3-0 (25-11 25-10 25-10)             |        | QCHM        | -                                        |           |
| 27 février 2014 | Salle Harcha Hassan Alger                   | Cameroun   | 1-3 (23-25 22-25 25-21 21-25)       |        | QCHM        | -                                        |           |
| 28 février 2014 | Salle Harcha Hassan Alger                   | RD Congo   | 3-0 (25-8 25-12 25-8)               |        | QCHM        | -                                        |           |
| 1er mars 2014   | Salle Harcha Hassan Alger                   | Égypte     | 3-2 (23-25 25-15 19-25 29-27 15-10) |        | QCHM        | -                                        |           |
| 25 juillet 2014 | Olympic Gymnasium Juan de la Barrera Mexico | Bulgarie   | 2-3 (15-25 25-22 18-25 25-23 17-19) | 1 h 52 | GPM         | Lydia Oulmou (18)                        | [ 1 ]     |
| 26 juillet 2014 | Olympic Gymnasium Juan de la Barrera Mexico | Mexique    | 3-0 (25-19 25-22 25-23)             | 1 h 14 | GPM         | Kahina Arbouche (7) Mouni Abderrahim (7) | [ 2 ]     |
| 27 juillet 2014 | Olympic Gymnasium Juan de la Barrera Mexico | Kenya      | 3-0 (25-14 25-18 25-13)             | 0 h 59 | GPM         | Safia Boukhima (7)                       | [ 3 ]     |
| 1er août 2014   | City Hall Brno Brno                         | Tchéquie   | 3-0 (25-8 25-7 25-17)               | 1 h 3  | GPM         | Kahina Arbouche (6)                      | [ 4 ]     |
| 2 août 2014     | City Hall Brno Brno                         | Kazakhstan | 3-0 (25-8 25-19 25-17)              | 1 h 7  | GPM         | Yasmine Abderrahim (8)                   | [ 5 ]     |
| 3 août 2014     | City Hall Brno Brno                         | Mexique    | 1-3 (27-29 25-17 20-25 18-25)       | 1 h 44 | GPM         | Safia Boukhima (20)                      | [ 6 ]     |

Légende: A : match amical / GPM : match de la Grand Prix mondial 2014 / QCHM : match de la Qualifications du championnat du monde 2014.

## Les joueurs en A
| Joueurs               |             |             |             |             |             |             |
| Nawel Hammouche       | a participé | (2pts)      | (1pt)       | a participé | a participé | NP          |
| Yasmine Abderrahim    | (10pts)     | (6pts)      | a participé | (4pts)      | (8pts)      | (9pts)      |
| Silya Magnana         | a participé | a participé | a participé | a participé | a participé | NP          |
| Mouni Abderrahim      | NP          | (7pts)      | (4pts)      | (3pts)      | a participé | (7pts)      |
| Safia Boukhima        | (15pts)     | (4pts)      | (7pts)      | (1pt)       | (7pts)      | (20pts)     |
| Nawal Mansouri        | a participé | a participé | a participé | a participé | a participé | a participé |
| Chettout Kahina       | (3pts)      | a participé | (3pts)      | (1pt)       | (1pt)       | (2pts)      |
| Aicha Mezemate        | a participé | (4pts)      | (3pts)      | (1pt)       | (6pts)      | (16pts)     |
| Lydia Oulmou          | (18pts)     | (8pts)      | (3pts)      | (3pts)      | (4pts)      | (9pts)      |
| Tassadit Aissou       | (4pts)      | (1pt)       | (3pts)      | NP          | a participé | a participé |
| Kahina Arbouche       | (14pts)     | (7pts)      | (1pt)       | (6pts)      | NP          | NP          |
| Rayhana Miloud Hocine | a participé | NP          | NP          | a participé | a participé | a participé |

## Les sélections

### Sélection pour laQualifications du championnat du monde 2014
| No                                       | Nom                                      | Date de naissance                        | Taille | Poids | Poste                        | Club                         |
| ---------------------------------------- | ---------------------------------------- | ---------------------------------------- | ------ | ----- | ---------------------------- | ---------------------------- |
| 3                                        | Salima Hamouche                          | 17 janvier 1984                          | 158    | 54    | Libero                       | GS pétroliers                |
| 6                                        | Silya Magnana                            | 16 mars 1991                             | 180    | 71    | Passeur                      | MB Béjaïa                    |
| 7                                        | Amel Khamtache                           | 4 mai 1981                               | 181    | 65    |                              | GS pétroliers                |
| 8                                        | Zohra Bensalem                           | 5 avril 1990                             | 178    | 68    | Réceptionneur-attaquant      | GS pétroliers                |
| 9                                        | Yasmine Oudni                            | 2 août 1989                              | 176    | 61    | Réceptionneur-attaquant      | GS pétroliers                |
| 10                                       | Fatima Zahra Oukazi                      | 18 janvier 1984                          | 175    | 67    | Passeur                      | GS pétroliers                |
| 11                                       | Mouni Abderrahim                         | 19 novembre 1985                         | 171    | 60    | Réceptionneur-attaquant      | MB Béjaïa                    |
| 12                                       | Safia Boukhima                           | 10 janvier 1991                          | 176    | 64    | Réceptionneur-attaquant      | GS pétroliers                |
| 13                                       | Nawal Mansouri                           | 1er août 1985                            | 174    | 64    | Libero                       | MB Béjaïa                    |
| 15                                       | Aicha Mezemate                           | 6 juin 1991                              | 187    | 65    | Central                      | GS pétroliers                |
| 17                                       | Lydia Oulmou                             | 2 février 1986                           | 181    | 59    | Central                      | Hainaut Volley               |
| 19                                       | Kahina Arbouche                          | 4 septembre 1993                         | 175    | 60    | Attaquant                    | ASW Bejaia                   |
|                                          |                                          |                                          |        |       |                              |                              |
| Encadrement technique                    | Encadrement technique                    |                                          |        |       | Légende                      | Légende                      |
| Entraîneur : François Salvagni           | Entraîneur : François Salvagni           | Entraîneur : François Salvagni           |        |       | : Capitaine                  | : Capitaine                  |
| Entraîneur(s) adjoint(s) : Othmane Moula | Entraîneur(s) adjoint(s) : Othmane Moula | Entraîneur(s) adjoint(s) : Othmane Moula |        |       | : Joueur blessé actuellement | : Joueur blessé actuellement |
| Manager général : Khaled Belkacemi       |                                          |                                          |        |       |                              |                              |

### Sélection pour leGrand Prix mondial de volley-ball 2014
| No                                        | Nom                                       | Date de naissance                         | Taille | Poids | Poste                        | Club                         |
| ----------------------------------------- | ----------------------------------------- | ----------------------------------------- | ------ | ----- | ---------------------------- | ---------------------------- |
| 2                                         | Nawel Hammouche                           | 25 avril 1997                             | 181    | 62    | Central                      | NC Béjaia                    |
| 5                                         | Yasmine Abderrahim                        | 16 avril 1999                             | 175    | 56    |                              | ASW Bejaia                   |
| 6                                         | Silya Magnana                             | 16 mars 1991                              | 180    | 71    | Passeur                      | MB Béjaïa                    |
| 11                                        | Mouni Abderrahim                          | 19 novembre 1985                          | 171    | 60    | Réceptionneur-attaquant      | MB Béjaïa                    |
| 12                                        | Safia Boukhima                            | 10 janvier 1991                           | 176    | 64    | Réceptionneur-attaquant      | GS pétroliers                |
| 13                                        | Nawal Mansouri                            | 1er août 1985                             | 174    | 64    | Libero                       | MB Béjaïa                    |
| 14                                        | Chettout Kahina                           | 20 mai 1992                               | 168    | 60    | Passeur                      | NR Chlef                     |
| 15                                        | Aicha Mezemate                            | 6 juin 1991                               | 187    | 65    | Central                      | GS pétroliers                |
| 17                                        | Lydia Oulmou                              | 2 février 1986                            | 181    | 59    | Central                      | Hainaut Volley               |
| 18                                        | Tassadit Aissou                           | 19 juin 1989                              | 184    | 80    | Central                      | NR Chlef                     |
| 19                                        | Kahina Arbouche                           | 4 septembre 1993                          | 175    | 60    | Attaquant                    | ASW Bejaia                   |
| 20                                        | Rayhana Miloud Hocine                     | 3 janvier 1996                            | 162    | 52    | Libero                       | WO Chlef                     |
|                                           |                                           |                                           |        |       |                              |                              |
| Encadrement technique                     | Encadrement technique                     |                                           |        |       | Légende                      | Légende                      |
| Entraîneur : François Salvagni            | Entraîneur : François Salvagni            | Entraîneur : François Salvagni            |        |       | : Capitaine                  | : Capitaine                  |
| Entraîneur(s) adjoint(s) : Nabil Tennoune | Entraîneur(s) adjoint(s) : Nabil Tennoune | Entraîneur(s) adjoint(s) : Nabil Tennoune |        |       | : Joueur blessé actuellement | : Joueur blessé actuellement |
| Manager général : Khaled Belkacemi        |                                           |                                           |        |       |                              |                              |